# Anais Granofsky
Anais Granofsky (née le 14 mai 1973) est une actrice canadienne, scénariste, productrice et réalisatrice. Son rôle le plus connu est celui de Lucy Fernandez dans la série des années 1980 Les Années collège.

## Filmographie

### Séries
- 1979-1986 : The Kids of Degrassi Street
- 1985 : OWL/TV
- 1987-1991 : Les Années collège
- 1989 : My Secret Identity
- 1992 : School's Out
- 1992 : force de frappe
- 2001 : Degrassi : La Nouvelle Génération